# Фред Шеро
Фред Шеро (англ. Fred Shero, нар. 23 жовтня 1925, Вінніпег — пом. 24 листопада 1990, Камден) — канадський хокеїст, що грав на позиції захисника. Згодом — хокейний тренер.

## Ігрова кар'єра
Професійну хокейну кар'єру розпочав 1947 року.
Усю професійну клубну ігрову кар'єру, що тривала 12 років, провів, захищаючи кольори команди «Нью-Йорк Рейнджерс».

## Тренерська робота
1971 року розпочав тренерську роботу в НХЛ. Найбільш успішним періодом його роботи були сім сезонів у «Філадельфія Флаєрс». За цей час він двічі приводив «льотчиків» до перемоги в Кубка Стенлі.
Робота в «Нью-Йорк Рейнджерс» була менш успішною, навіть незважаючи на вихід до фіналу Кубка Стенлі в першому сезоні та поразку в серії від «Монреаль Канадієнс» 1:4. У наступному сезоні «рейнджери» програли в 1/4 фіналу попередньому клубу Шеро «Філадельфія Флаєрс» 1:4. Після двадцяти матчів сезону 1980/81 подав у відставку.

## Досягнення та нагороди
- Володар Кубка Колдера — 1953, 1954 (як гравець); 1970 (як тренер).
- Володар Кубка Адамса — 1971 (як тренер).
- Володар Кубка Стенлі в складі «Філадельфія Флаєрс» — 1974, 1975 (як тренер).
- Нагорода Джека Адамса — 1974.
- Трофей Лестера Патрика — 1980.
- Учасник матчу усіх зірок НХЛ — 1975, 1976, 1977, 1978  (як тренер).

## Статистика НХЛ (гравця)
|                  | Сезон | І   | Г | П  | О  | ШХ  |
| ---------------- | ----- | --- | - | -- | -- | --- |
| Регулярний сезон | 3     | 145 | 6 | 14 | 20 | 137 |
| Плей-оф          | 2     | 13  | 0 | 2  | 2  | 8   |

## Тренерська статистика
|              |              |              | Регулярний сезон | Регулярний сезон | Регулярний сезон | Регулярний сезон | Регулярний сезон  | Плей-оф | Плей-оф | Плей-оф | Плей-оф              | Плей-оф |
| Сезон        | Команда      | Ліга         | І                | В                | П                | Н                | Результат         | І       | В       | П       | Результат            |         |
| ------------ | ------------ | ------------ | ---------------- | ---------------- | ---------------- | ---------------- | ----------------- | ------- | ------- | ------- | -------------------- | ------- |
| 1971–72      | ФІ           | НХЛ          | 78               | 26               | 38               | 14               | 5-е, Захід        | —       | —       | —       | —                    |         |
| 1972–73      | ФІ           | НХЛ          | 78               | 37               | 30               | 11               | 2-е, Захід        | 11      | 5       | 6       | Програш у півфіналі  |         |
| 1973–74      | ФІ           | НХЛ          | 78               | 50               | 16               | 12               | 1-е, Захід        | 17      | 12      | 5       | Виграш Кубка Стенлі  |         |
| 1974–75      | ФІ           | НХЛ          | 80               | 51               | 18               | 11               | 1-е, Патрик       | 17      | 12      | 5       | Виграш Кубка Стенлі  |         |
| 1975–76      | ФІ           | НХЛ          | 80               | 51               | 13               | 16               | 1-е, Патрик       | 16      | 8       | 8       | Програш у фіналі     |         |
| 1976–77      | ФІ           | НХЛ          | 80               | 48               | 16               | 16               | 1-е, Патрик       | 10      | 4       | 6       | Програш у півфіналі  |         |
| 1977–78      | ФІ           | НХЛ          | 80               | 45               | 20               | 15               | 2-е, Патрик       | 11      | 6       | 5       | Програш у півфіналі  |         |
| 1978–79      | НЙР          | НХЛ          | 80               | 40               | 29               | 11               | 3-є, Патрик       | 18      | 11      | 7       | Поразка в фіналі     |         |
| 1979–80      | НЙР          | НХЛ          | 80               | 38               | 32               | 10               | 3-є, Патрик       | 9       | 4       | 5       | програш в 1/4 фіналу |         |
| 1980–81      | НЙР          | НХЛ          | 20               | 4                | 13               | 3                | пішов у відставку | —       | —       | —       | —                    |         |
| Усього в НХЛ | Усього в НХЛ | Усього в НХЛ | 734              | 390              | 225              | 119              | —                 | 109     | 62      | 47      | Два Кубка Стенлі     |         |